# Поэзия фларф
Поэзия фларф (Flarf poetry) ─ жанр экспериментальной литературы, который появился в 2001 году, и представлял собой создание стихотворных текстов и пьес из собранных в произвольном порядке цитат из случайных поисковых запросов в Google.

## Происхождение термина
Термин родился сам по себе в ходе творческого процесса, который запустил Гарри Салливан. Никто в движении не мог точно объяснить его значения, упоминалось только то, что фларф ─ это что-то «обладающее фларфностью», указывающее на врожденную отвратительность уже существующих текстов. Термин был близок по смыслу и содержанию к эстетике кэмп, но был более неловким и «неправильным». В дальнейшем термин стал означать что-то неполиткорректное, вышедшее из-под контроля, то, что «не следовало было делать».

## История
В мае 2001 года Гарри Салливан создал почтовую рассылку, в которой начали публиковаться первые произведения. Первой публикацией в рассылке стала пьеса «Зол на Бога» (“Angry at God”), которая была создана из поисковых запросов “awww," “yeah," и “God”. В начале рассылка насчитывала шесть активных участников, со временем их число увеличилось до тридцати. Некоторые из них относились к публикуемым текстам, как к шуточным, другие публиковали более длинные и серьёзные работы. Атаки 11 сентября 2001 года дополнительно подчеркнули смену тона поэтов в сторону большей серьёзности. Кроме того, изживала себя изначальная идея шуточной и пародийной поэзии.
В 2003 году была опубликована первая книга поэзии фларф ─ “Deer Head Nation” К. Силема Мохаммеда. В 2004 стихотворение “Mars Needs Terrorists” вошло в сборник «Лучшая американская поэзия». Эти два факта стали первым официальным признанием жанра.

## Характерные черты
Предшественниками поэзии фларф можно считать движение Дада и отдельные нео-дадаистские группы. Помимо сходства в образование термина, поэзия фларф также использует техники и подходы, которые ассоциируются с Дада, такие как случайные процедуры, коллаж, юмор и ядовитая социальная критика.
Также для жанра были характерны элементы перформанса, включая выступления с джазовым ансамблем, пение и элементы стендап-комедии.

## Критика
Фларф называли первым заметным движением 21 века, внутренней шуткой элитной группы, маркетинговой стратегией, предложением нового способа прочтения литературного мастерства. Написание поэзии фларф описывали, как совместное творчество с использованием интернета, империалистский или колониальный жест, проекцию себя на других и сознательное стирание эго.
Дэн Хой обращал внимание не столько на конкретные работы, сколько на риторику, которая их окружала. По его мнению то, что поэты, создававшие фларф, были не осведомлены о механизмах  работы Google, означало, что они излишне полагаются на корпоративный механизм, созданный с целью получения прибыли и направления внимания пользователей в нужную им сторону.
Стихотворение “Their Guys, Their Asian Glittering Guys, Are Gay” спровоцировало двухмесячную дискуссию в интернете, в ходе которой автора обвиняли в открытом расизме и угрожали бойкотами изданиям, которые будут представлять площадку участникам движения.